# An Điền, Bến Cát
An Điền là một phường thuộc thành phố Bến Cát, tỉnh Bình Dương, Việt Nam.

## Địa lý
Phường An Điền nằm ở phía tây nam thành phố Bến Cát, có vị trí địa lý:
- Phía bắc giáp các huyện Dầu Tiếng, Bàu Bàng và phường Mỹ Phước
- Phía đông giáp các phường Mỹ Phước và Thới Hòa
- Phía nam giáp xã Phú An
- Phía tây giáp phường An Tây.

Phường An Điền có diện tích 31,22 km², dân số năm 2022 là 25.363 người, mật độ dân số đạt 812 người/km².

## Hành chính
Phường An Điền được chia thành 5 khu phố: An Mỹ, An Sơn, Kiến An, Kiến Điền, Tân Lập.

## Lịch sử
Địa bàn phường An Điền hiện nay xưa kia thuộc một thôn của tổng Bình Thạnh Thượng (BTT), tỉnh Gia Định. Tổng BTT bao gồm 12 thôn: An Sơn, An Thành Tây, An Thuận, An Thành, Định Thành, Kiến An, Kiến Điền, Phú Thứ, Phú Thuận, Thanh Điền, Thanh An, Thành Trị (Bến Súc). Thôn Định Thành sau này trở thành thị trấn Dầu Tiếng, thị trấn huyện lỵ của huyện Dầu Tiếng như hiện nay).
Năm 1867 Pháp chia Nam Kỳ thành 24 hạt thanh tra, tổng BTT thuộc về hạt thanh tra Sài Gòn (bao gồm 12 thôn như cũ).
Năm 1871 Thống đốc Nam Kỳ ban nghị định điều chỉnh 24 hạt thanh tra xuống còn 18 hạt, hạt Thủ Dầu Một vẫn tồn tại và được nhận thêm tổng BTT được tách ra từ hạt Sài Gòn.
Năm 1916 trên địa bàn tỉnh Thủ Dầu Một, thành lập quận Tương An gồm 4 tổng người Kinh ở xa tỉnh lỵ, trong đó có tổng BTT gồm có 11 làng: An Sơn, Kiến Điền, An Thành Tây, Định Thành, Phú Thứ, An Thành thôn, Kiến An, Phú Thuận, Thanh An, Thanh Điền (không có làng Thành Trị tức Bến Súc).
Ngày 30 tháng 07 năm 1926 quận Tương An giải thể và thành lập hai quận mới là Châu Thành và Bến Cát. Quận lỵ Châu Thành đặt ở làng Phú Cường, tỉnh Thủ Dầu Một. Quận lỵ Bến Cát đặt ở xã Mỹ Phước gồm có hai tổng là Bình Hưng và BTT. Ở tổng BTT có một số thay đổi như sau: Nhập làng Phú Thuận với làng Phú Thứ thành làng An Tây Thôn. Nhập làng An Sơn với làng Kiến Điền thành làng An Điền xã. Nhập làng Thanh Điền và làng Thanh Trì thành làng Thanh Tuyền. Các làng Định Thành, Kiến An, Thanh Sơn vẫn giữ nguyên không thay đổi.
Từ năm 1955 – 1975 chính phủ Việt Nam Cộng Hoà chia tỉnh Thủ Dầu Một ra làm 3 tỉnh Phước Long, Bình Long & Bình Dương, tổng BTT thuộc về tỉnh Bình Dương, trong tỉnh chia ra làm 6 quận, trong đó có quận Bến Cát và quận Dầu Tiếng. Quận Dầu Tiếng gồm một phần tổng BTT với 4 thôn: Định Thành, Thanh An, Thanh Tuyền, Kiến An. Phần còn lại của tổng BTT thuộc về quận Bến Cát gồm có: xã An Điền xã, thôn An Tây và thôn Phú An.
Tháng 2 năm 1976, hợp nhất 3 tỉnh Bình Dương, Bình Long và Phước Long thành tỉnh Sông Bé, sáp nhập 3 xã An Điền, An Tây và Phú An thuộc quận Bến Cát cũ thành xã Tây Nam thuộc huyện Bến Cát, tỉnh Sông Bé.
Xã An Điền cùng với các xã An Tây và Phú An, được thành lập vào năm 1979 trên cơ sở chia tách từ xã Tây Nam.
Ngày 19 tháng 3 năm 2024, Ủy ban Thường vụ Quốc hội ban hành Nghị quyết số 1012/NQ-UBTVQH15 (nghị quyết có hiệu lực từ ngày 1 tháng 5 năm 2024) về việc:
- Thành lập phường An Điền thuộc thị xã Bến Cát trên cơ sở toàn bộ diện tích tự nhiên 31,22 km² và dân số là 24.186 người của xã An Điền.
- Thành lập thành phố Bến Cát thuộc tỉnh Bình Dương. Theo đó, phường An Điền thuộc thành phố Bến Cát.